# ブライトネス

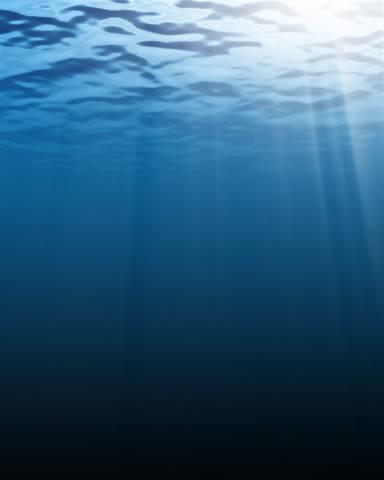
深さに応じてブライトネスが減少する（水中写真の例）

ブライトネス（英語: brightness）とは、光源色における色の明るさの尺度である。単に「明るさ」と訳される場合もある。
色の明るさは、光源色と物体色では扱いが異なる。ブライトネス（brightness）は物理学的にいうと光の強度であり、上限がなく、光源色で使われる。明度（lightness）は、物理学的にいうと物体の分光反射率に対応するため、1あるいは100という上限があり、物体色にのみ使われる。
ブライトネスは、物体から放射または反射する光によって引き起こされる視覚の知覚的な明るさの尺度である。言い換えれば、ブライトネスは対象の輝度によって引き起こされる知覚である。知覚は輝度に比例せず、周囲の環境によって左右される。その代表的な例がホワイト効果である。
多くの色の見えモデルでは、一般に変数を {\displaystyle Q}の文字で表記している。
形容詞brightは、同じ意味を持つ古英語のbeorhtから派生し、転置を経て中英語のbrihtとなった。この単語は、ゲルマン祖語の*berhtazから派生し、最終的にはPIE語源の *bhereg (「白い、明るい」) に由来し、非常に近い意味を持つ。「ブライトネス」は以前、測光用語の輝度や放射測定用語の放射輝度と混同されて使用されていた。連邦規格1037C（米国連邦電気通信用語集) の定義によると、「ブライトネス」は現在、生理的感覚や光の知覚に関する非定量的な言及にのみ使用されるべきとされている。明るさは「薄暗さ」（dimness）や「鈍さ」（dullness）の反意語である。
星については、ブライトネスは見かけの等級と絶対等級で表される。